# Jill Seymour

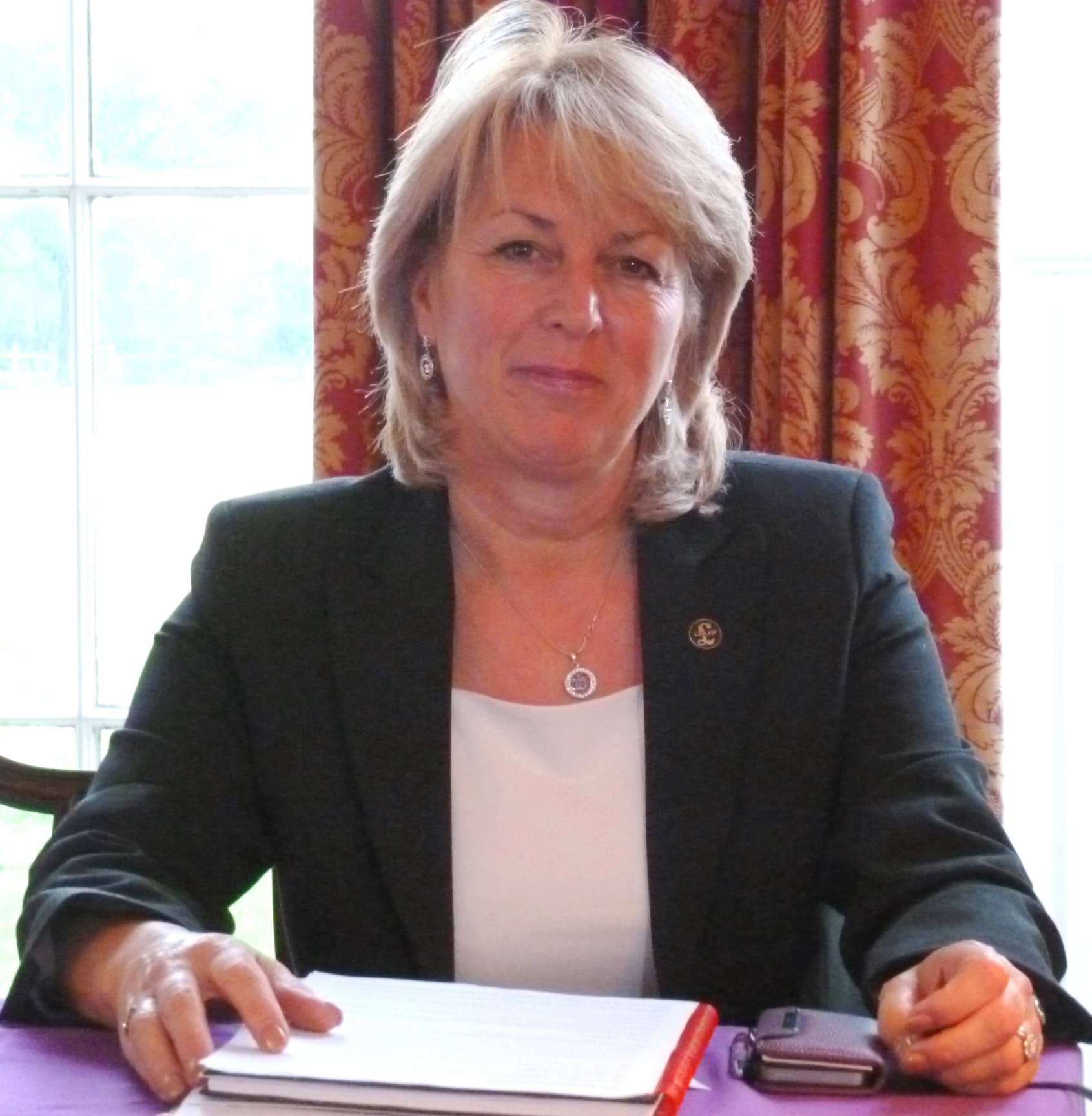
Jill Seymour

Jill Seymour (* 8. Mai 1958 in Cosford) ist eine britische Politikerin der Brexit Party. Sie war von 2014 bis 2019 Abgeordnete im Europäischen Parlament für die UK Independence Party. Im April 2019 wechselte sie zur Brexit Party, dort wurde sie allerdings nicht als Kandidatin für die Europawahl aufgestellt und schied daher am 26. Mai 2019 aus dem Europäischen Parlament aus.
Im Europäischen Parlament war sie von 2014 bis 2019 Mitglied im Ausschuss für Verkehr und Fremdenverkehr.
Seymour war 18 Jahre lang Mitglied in der UKIP, ihren Austritt begründete sie mit der Parteiführung unter Gerard Batten, die sich von der Mitte entfernt und in Richtung Rechtsextremismus bewegt habe. Außerdem warf sie Batten vor, sie dazu gedrängt zu haben gemeinsam mit ihm die Fraktion Europa der Freiheit und der direkten Demokratie zu verlassen und zur Fraktion Europa der Nationen und der Freiheit zu wechseln, zu der auch die französische Rechtsextremistin Marine Le Pen, die Freiheitliche Partei Österreichs und die italienische Lega Nord gehören.